# Kombinat Braunkohlekraftwerke
Das VE Kombinat Braunkohlekraftwerke Jänschwalde (KBK) mit Sitz in Peitz war ein Kombinat in der Deutschen Demokratischen Republik.
Das Kombinat war durch den Zusammenschluss eines Großteils aller Braunkohlekraftwerke der Republik der Haupterzeuger elektrischer Energie in der DDR und verfügte über rund zwei Drittel der installierten Kraftwerksleistung des Landes. Die restlichen Kraftwerkskapazitäten verteilten sich auf die Kernreaktoren, die dem Kombinat Kernkraftwerke angehörten, und kleinere Laufwasser- und Industriekraftwerke. Zum Kombinat Braunkohlekraftwerke gehörten weiterhin die Pumpspeicherkraftwerke der DDR, die der Spitzenlast-Abdeckung dienten.
Über die Kombinatsbetriebe Instandsetzung Kraftwerke Peitz, ORGREB-Institut für Kraftwerke Vetschau und Reparaturwerk „Clara Zetkin“ Erfurt wurden Instandhaltungs- und Reparaturdienstleistungen sowie Projektierungsleistungen erbracht.
Das VE Kombinat Braunkohlekraftwerke Jänschwalde unterstand dem Ministerium für Kohle und Energie. Weitere zentral geleitete Kombinate im Zuständigkeitsbereich dieses Ministeriums sind in der Liste von Kombinaten der DDR aufgeführt.
Im Zuge der Wende und der anschließenden Wiedervereinigung wurde das Kombinat 1990 aufgelöst, und seine Betriebe wurden privatisiert. Die Vereinigte Kraftwerks-AG, im Sommer 1990 als Rechtsnachfolger des Kombinats gegründet, verschmolz 1991 mit der Verbundnetz Elektroenergie AG zur Vereinigten Energiewerke AG (VEAG). Die Verbundnetz Elektroenergie AG war der Nachfolger des Kombinats Verbundnetze Energie. Im Jahr 1994 wurde die VEAG durch ein Konsortium westdeutscher Energiekonzerne übernommen. 2002 ging die VEAG schließlich in der Vattenfall (Deutschland) auf.

## Zugehörige Betriebe
Zum Kombinat gehörten zuletzt die folgenden Betriebe: 
- VEB Kraftwerk Jänschwalde; (Stammbetrieb)
- VEB Instandsetzung Kraftwerke Peitz
- VEB Kraftwerk Boxberg
- VEB Kraftwerk Elbe Vockerode
- VEB Kraftwerk Thierbach
- VEB Kraftwerk „Völkerfreundschaft“ Hagenwerder
- VEB Kraftwerke Lübbenau-Vetschau; (Kraftwerk Lübbenau und Kraftwerk Vetschau)
- VEB ORGREB-Institut für Kraftwerke Vetschau
- VEB Pumpspeicherwerke Hohenwarte
- VEB Reparaturwerk „Clara Zetkin“ Erfurt